# Teun Heldens
Teun Heldens (Meijel, 20 maart 1993) is een Nederlandse politicus namens de VVD. Hij werd op achttienjarige leeftijd al actief in de gemeentepolitiek in de gemeente Peel en Maas. Zijn politieke pad leidde hem vervolgens naar de Provinciale Staten van Limburg. In 2023 diende hij als waarnemend wethouder. Op 1 februari 2024 werd Heldens geïnstalleerd als burgemeester van de gemeente Heeze-Leende. Hij was, op dat moment, de jongste burgemeester van Nederland.

## Carrière

### Gemeentepolitiek
Heldens was zestien toen hij lid werd van de VVD. Al snel belandde hij bij de ledenvergadering van de VVD-fractie in Peel en Maas. Toen op 19 maart 2014 de gemeenteraadsverkiezingen plaatsvonden, haalde hij 360 voorkeursstemmen waarmee hij vanaf een plek vijf positie op de kieslijst in de raad kwam. De partij behaalde destijds drie zetels. Na vier jaar werd hij in 2018 herkozen met 904 voorkeursstemmen. Hij kreeg toen meer stemmen dan de lijsttrekker. De fractie groeide van drie naar vijf zetels. In 2021 werd Heldens lijsttrekker van zijn partij in Peel en Maas. Ook Toen haalde de VVD vijf zetels en kreeg Heldens 1211 voorkeursstemmen. Ondanks dat de VVD de derde partij was bij het verdelen van de zetels, kreeg Heldens de meeste stemmen in Peel en Maas.
In 2023 werd Heldens tijdelijk wethouder. In Nederweert had het college van B&W een waarnemend wethouder nodig. Zestien weken lang vervulde hij die rol.

### Provinciale Staten
In 2019 trad Heldens toe tot de Provinciale Staten. Hij kreeg destijds 1609 stemmen, waarvan 1242 uit Peel en Maas. Hij voerde namens zijn partij het woord op onderwerpen als Maastricht Aachen Airport, de Maaslijn, Sport en bestuurscultuur. Ook werd hij lid van de provinciale enquêtecommissie die onderzoek deed naar het handelen van voormalig gedeputeerde Ger Koopmans. In maart 2023 nam Heldens afscheid van de Provinciale Staten in Maastricht.

### Burgemeester
Per 1 februari 2024 is Heldens aangetreden als burgemeester van de gemeente Heeze-Leende. Op dat moment was hij de jongste burgemeester van Nederland.